# Uentrop (Arnsberg)

Wappen des Schützenvereins

Das sauerländische Uentrop ist ein Stadtteil von Arnsberg mit 323 Einwohnern.
Uentrop hat eine Fläche von 8,91 km². Erstmals urkundlich erwähnt wurde der Ort im Jahre 1207 als Mark Unnentrop (unteres Dorf), dem Kloster Wedinghausen zugehörig. Im Mittelalter gab es im Ort acht große Bauernhöfe. 1824 wurde ein großer Teil von einem Feuer zerstört. Zeitweise wurde im 19. Jahrhundert im Gebiet des Ortes Bergbau in der Antimonitgrube Caspari (auch Caspari-Zeche) betrieben. Nach Aufgabe des Abbaus dominierte bis in das 20. Jahrhundert hinein die Landwirtschaft. 1858 wurde die Kapelle St. Joseph erbaut, die 1925 erweitert wurde. 1961 waren 324 Einwohner registriert. Zur Etymologie von -trop siehe hier.
Am 1. Januar 1975 wurde Uentrop durch das Sauerland/Paderborn-Gesetz (§5) nach Arnsberg eingemeindet.
Für den überregionalen Verkehr erschlossen wird Uentrop durch den Autobahnanschluss 66 Arnsberg-Ost (früher Arnsberg-Uentrop) der Bundesautobahn 46. Die Autobahn wird durch den Autobahntunnel Uentrop auf einer Länge von 206 m unter dem Ort durchgeführt. Bis zum Autobahnbau verlief durch den Ort die Bundesstraße 7. Diese ist heute Teil der L 735.
Zum Wappen des Orts wurde das Emblem des Uentroper Schützenvereins. Der Wappenschild wird von einem blauen Wellenbalken schräg von links geteilt, im oberen Feld sind in Grün zwei Fichten abgebildet, das untere Feld zeigt, in Silber, eine Grubenlampe als Symbol für den früheren Bergbau in der Zeche Caspari. Der Wellenbalken verweist auf die Ruhr, die Fichten auf die Land- und Forstwirtschaft am Ort.
In Uentrop gibt es nur einen aktiven und eingetragenen Verein, den 1911 gegründeten Schützenverein Uentrop e. V. Es bildeten sich jedoch noch andere Interessengemeinschaften, z. B. die Interessengemeinschaft Osterfeuer, die jedes Jahr das Osterfeuer errichtet, und ZEBRA, das verschiedene Aktivitäten wie Wanderungen und Radtouren veranstaltet und Computerkurse für Senioren in der alten Schule Uentrop anbietet.